# Ko Khom
Ko Khom – tajska wyspa leżąca na Morzu Andamańskim. Administracyjnie położona jest w prowincji Krabi. Najwyższe wzniesienie wynosi w przybliżeniu 6 m n.p.m. Wyspa jest niezamieszkana.
Leży w odległości około 600 m na południowy wschód od wyspy Ko Po Da Nok oraz około 2,5 km na południe od Ko Po Da Nai.